# Chrystyna Soloviy
Chrystyna Soloviy (en Ucraniano: Христина Іванівна Соловій, nacida el 17 de enero de 1993 en Drohóbych, Óblast de Leópolis, Ucrania) es una cantante de folk ucraniana de ascendencia rutena.

## Biografía
Soloviy nació en Drohóbych, en una familia de directores de coro. Años después se movió con su familia a Leópolis y durante tres años cantó canciones populares de Lemkos en el coro Lemkovyna.
Se graduó de la facultad filológica de la Universidad Nacional Iván Frankó de Leópolis.

## Carrera musical

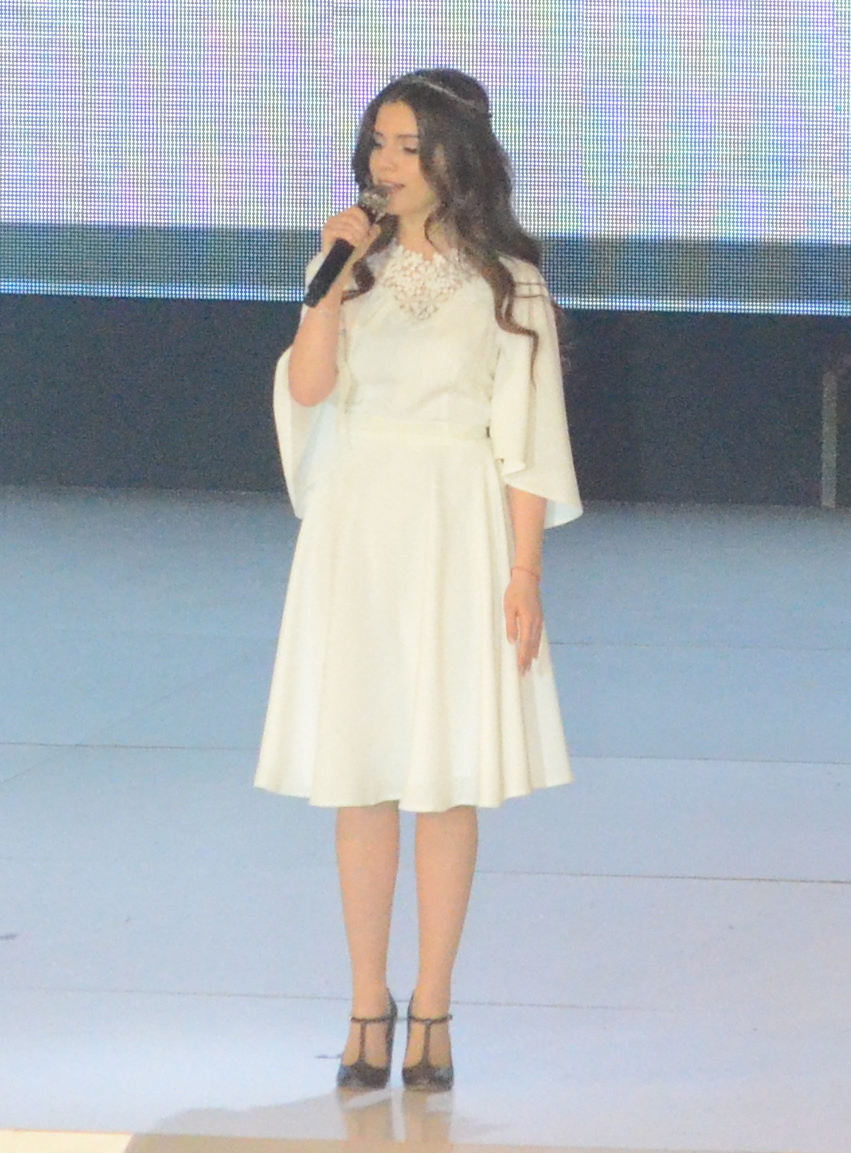
Ceremonia solemne de despedida del equipo paralímpico nacional ucraniano de los XII Juegos Paralímpicos de Invierno. Khrystyna Soloviy interpreta el himno nacional ucraniano.

### 2013: Голос країни (Holos Krayiny)
En 2013, Chrystyna participó en la versión ucraniana de The Voice -  Голос країни (Holos Krayiny), en ucraniano, La Voz del País. Ella obtiene el equipo de Svyatoslav Vakarchuk y alcanza las semifinales de la competencia. Mientras asistía, cantó principalmente canciones folclóricas ucranianas y rutenas.

### 2015–presente:Zhyva voda
En 2015, Soloviy lanzó su álbum debut "Zhyva voda" (ucraniano: Жива вода; "Agua Viva") que incluye 12 canciones (diez canciones folclóricas ucranianas y dos escritas por ella misma).

## Discografía

### Álbumes de estudio
- 2015 – Zhyva voda

## Videos musicales
| Año  | Título           | Director         | Álbum            |
| ---- | ---------------- | ---------------- | ---------------- |
| 2015 | Trymai           | Maksym Ksionda   | Zhyva voda       |
| 2015 | Pod oblachkom    | Yana Altukhova   | Zhyva voda       |
| 2016 | Khto, yak ne ty? | Andriy Boyar     | Khto, yak ne ty? |
| 2017 | Fortepiano       | Anna Buryachkova | Khto, yak ne ty? |